# یاسمین شوییورز
یاسمین شوییورز (آلمانی: Jasmin Schwiers؛ زادهٔ ۱۱ اوت ۱۹۸۲) هنرپیشه اهل آلمان است.
از فیلم‌ها یا برنامه‌های تلویزیونی که وی در آن نقش داشته‌است می‌توان به مرگ کسب‌وکار من است عزیزم اشاره کرد.